# مارك برادفورد (رسام)
مارك برادفورد (بالإنجليزية: Mark Bradford)‏ هو فنان تنصيبي ورسام ومصور وفنان أمريكي، ولد في 1961 في لوس أنجلوس في الولايات المتحدة.

## النشأة والتعليم
ولد برادفورد ونشأ في جنوب لوس أنجلوس. استأجرت والدته صالون تجميل في ليميرت بارك. انتقل برادفورد مع عائلته إلى حي يطغى عليه البيض في سانتا مونيكا عندما كان في الحادية عشرة من العمر، لكن حافظت والدته على عملها في الحي القديم. عمل برادفورد في صالونها أحيانًا. عندما تخرج برادفورد من المدرسة الثانوية، حصل على رخصة تصفيف شعر وذهب للعمل في صالون والدته.
بدأ برادفورد دراسته في معهد كاليفورنيا للفنون في عام 1991 في سن 30. وحصل على درجة بكالوريوس الفنون الجميلة في عام 1995، وماجستير في الفنون الجميلة عام 1997.

## الفن + الممارسة
أسس مارك برادفورد، والمحسن إيلين هاريس نورتون، والناشط في الحي ألان ديكاسترو منظمة فن + ممارسة في عام 2013، وهي منظمة مقرها في ليميرت بارك تشجع على المشاركة في الفنون. وتدعم أيضًا، من خلال أحد المتعاونين، الأطفال من سن 18 حتى 24 عامًا الذين يخرجون من دور الرعاية. يُعد برادفورد وديكاسترو ونورتون من المقيمين لفترات طويلة في جنوب لوس أنجلوس وقد شهدوا مباشرةً كيف يمكن أن يؤثر نقص الموارد التعليمية والاجتماعية على المجتمع. أنشأ الثلاثي فن + ممارسة كمنصة تطويرية لشباب العمر الانتقالي، مؤكدين على أهمية النشاط الإبداعي والمهارات العملية للتحول الشخصي والتغيير الاجتماعي. 
في الآونة الأخيرة، في 2 فبراير 2019، افتتحت منظمة فن + ممارسة عرض الوقت ينفذ من الوقت: فيلم تجريبي وفيديو من تمرد لوس أنجلوس واليوم، وهو عرض للأعمال القصيرة الأولى لصانعي الأفلام وفناني الفيديو السود في لوس أنجلوس.
افتتحت فن + ممارسة في 24 فبراير 2018 معرض مارين هاسينجر: روح الأشياء، وهو معرض استقصائي شامل يعرض منحوتات صنعتها مارن هاسينجرعلى مدى أربعة عقود. أدرجت منحوتاتها مواد اعتيادية مرتبطة بالتصنيع والإعلام والتجارة. تحول مارن هاسينجر في التراكيب المجردة، مثل المعروضة حاليًا في فن + ممارسة، الحبال السلكية والصحف والأكياس البلاستيكية وغيرها لاستحضار للجمال الموجود في ظروف مرفوضة غالبًا لكونها تالفة أو هامشية.
قدمت فن + ممارسة في 12 نوفمبر 2016 مجموعة  فريد إيفرسلي: أسود، وأبيض، ورمادي، وهي مجموعة من الأعمال الفريدة المنتجة على مدى أكثر من أربعة عقود. يعتبر عمله المواد والضوء والصفات البصرية للأشكال والألوان جزءًا من دراسة واسعة للتجربة الإدراكية الفردية. افتُتح أليكس دا كورت: موسم في الجحيم في 9 يونيو 2016، بمناسبة أول معرض فردي لدا كورت في لوس أنجلوس. تضمن المعرض استطلاعًا لأشرطة الفيديو الأخيرة في تنصيبية محددة الموقع. افتُتح شكل يقف في 19 مايو 2016. وتأثر جزئيًا بالمعرض المثير للجدل لعام 1978 لوحة سيئة (نظمته مارسيا تاكر للمتحف الجديد في نيويورك)، استُوحي عنوان المعرض من سلسلة مستمرة من الرسوم للفنانة إيمي سيلمان. 
افتُتح معرض جون أوتربريدج: رجل الخرقة في فن + ممارسة في 8 ديسمبر 2015. قدم المعرض الأعمال المنجزة خلال العقد الماضي بواسطة فنان التجميع المقيم في لوس أنجلوس جون أوتربريدج. افتتحت أول معرض في صالة عرض فن + ممارسة في جادة جنوب ليميرت، في 28 فبراير 2015 وعرض أعمالًا جديدة للفنان المفاهيمي المقيم في لوس أنجلوس تشارلز جاينز. وأقيم العرض بالتعاون مع استطلاع متحف هامر للأعمال المبكرة، «تشارلز غاينز: عمل الشبكة 1974-1989»، الذي عُرض في متحف ويستوود، لوس أنجلوس، في 7 فبراير 2015.